# Blepharis leendertziae
Blepharis leendertziae är en akantusväxtart som beskrevs av Anna Amelia Obermeyer. Blepharis leendertziae ingår i släktet Blepharis och familjen akantusväxter. Inga underarter finns listade i Catalogue of Life.